# ایسوروکو
ایسوروکو (انگلیسی: Isoroku) فیلمی در ژانر درام به کارگردانی ایزورو ناروشیما است که در سال ۲۰۱۱ منتشر شد. این فیلم در مورد یاماموتو ایسوروکو است. دیگر عناوین رسانه‌های خانگی انگلیسی فیلم آدمیرال، و آدمیرال یاماموتو است.

## داستان
۵ سال آخر زندگی نظامی یاماموتو ایسوروکو از طریق زندگی خانوادگی وی نشان داده شده‌است. یاماموتو یک استراتژیست بزرگ نیروی دریایی بود که در صفوف نیروی دریایی امپراتوری ژاپن پیشرفت کرد. یاماموتو مخالف بسیاری از تصمیمات نیروی زمینی امپراتوری ژاپن بود. وی در سال ۱۹۳۹ با امضای پیمان سه‌جانبه با آلمان و ایتالیا مخالفت کرد و تلاش کرد تا از درگیری قریب‌الوقوع با ایالات متحده در میان جنگ جهانی دوم جلوگیری کند. این باعث تحقیر او توسط باز جنگ‌طلبان مانند سردبیر روزنامه کاکه‌گیو موناکاتا (به تصویر کشیده شده توسط ترویوکی کاگاوا) و مقام‌های نظامی شد. او در ایالات متحده تحصیل کرده بود، از نقاط قوت این کشور آگاه بود و فکر می‌کرد جنگ بی‌فایده است. مافوقان وی به‌طور فزاینده ای او را تحت فشار قرار می‌دادند تا برای جنگی گسترده با ایالات متحده برنامه‌ریزی کند. یاماموتو با اصول و وظایف خود در تضاد بود. سازمان نظامی ژاپن یاماموتو را درگیر جنگ کرد و به او دستور داد تا خود را برای حمله به پرل هاربر را آماده کند. یاماموتو موظف بود به عنوان فرمانده کل ناوگان ترکیبی نیروی دریایی امپراتوری ژاپن دستورها را اجرا کند. این فیلم همچنین از منظر یک گردان هوایی ژاپنی میتسوبیشی زیرو، از حمله به پرل هاربر گرفته تا نبرد میدوی و سرانجام به کمین نشستن آمریکایی‌ها برای هواپیمای میتسوبیشی جی۴ام را دنبال می‌کند.

## بازیگران
- کوجی یاکوشو در نقش آدمیرال یاماموتو ایسوروکو
- توشیرو یاناگیبا در نقش آدمیرال اینواوئه شیگه‌یوشی
- آبه هیروشی در نقش دریادار عقب تامون یاماگوچی
- تاکئو ناکاهارا در نقش دریاسالار ناگومو چوایچی
- ایکوجی ناکامورا در نقش دریاسالار اوگاکی ماتومه
- باندو میستوکورو دهم در نقش دریاسالار هوری تیکیچی
- ماساتو ایبو در نقش آدمیرال ناگائو اوسامی
- آکیرا اموتو در نقش نخست‌وزیر یونای میتسوماسا